# Haidershofen
Haidershofen è un comune austriaco di 3 611 abitanti nel distretto di Amstetten, in Bassa Austria; è suddiviso in sei comuni catastali (Katastralgemeinden): Brunnhof, Dorf an der Enns, Haidershofen, Sträußl, Tröstlberg e Vestenthal.